# Worek na zwłoki

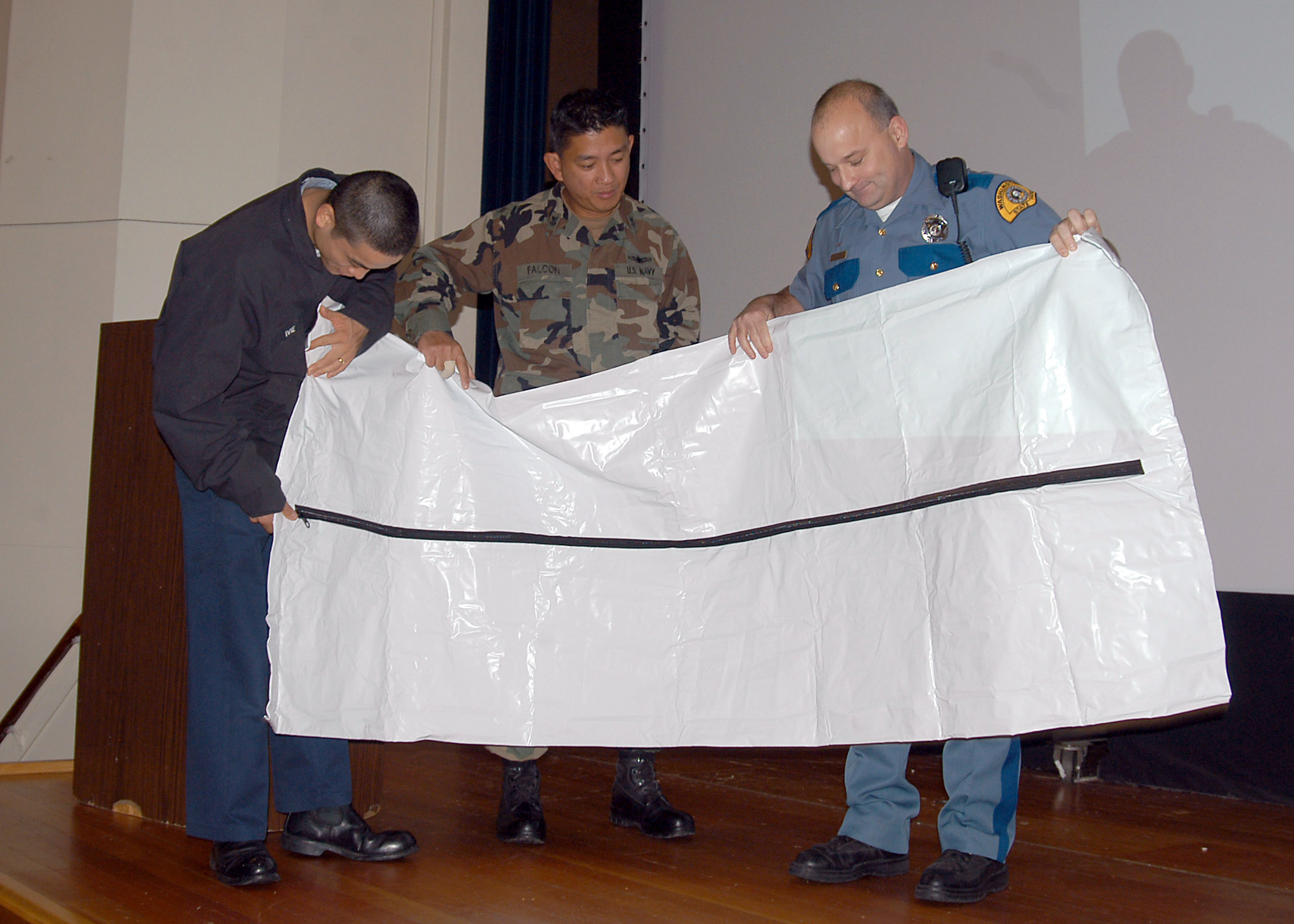
Worek na zwłoki

Worek na zwłoki – wiotka torba ze specjalnego tworzywa sztucznego, np. z folii polietylenowej, przeznaczona do transportu zwłok z miejsca ich znalezienia (np. miejsca zbrodni, klęski żywiołowej lub konfliktu zbrojnego) w celu dalszego dochodzenia, np. w medycynie sądowej, lub bezpośrednio do pochówku. 
Specjalne, szczelne na wirusy worki stosuje się np. w przypadku śmiertelnych ofiar epidemii, takich jak Pandemia COVID-19, w celu ochrony ludności, personelu medycznego i pracowników zakładów pogrzebowych przed zakażeniem.